# El Carbonerillo
Manuel Vega García (n. Sevilla el 8 de febrero de 1906 en la calle del sol - 6 de abril de 1937 en la calle Don Fadrique n.º 51), más conocido como "El Carbonerillo", fue un cantaor de flamenco español. 

## Trayectoria artística
Hijo de Manuel Vega Villar que fue bailaor y cantaor de Flamenco en el Café Concierto Novedades de Sevilla, que también impartió clases a Francisco y la Kika y al Tumba de Triana.   
Manuel Vega debutó en 1918 como cantante profesional en el Café Concierto Novedades de Sevilla, junto a otros cantaores como Pepe Pinto y Pepe Marchena.
El Carbonerillo fue un gran impulsor del fandango, siendo el creador de un estilo propio en el cante de este palo del flamenco. Para ello contó con la colaboración del guitarrista Niño Ricardo, con el cual realizó sus primeras grabaciones en formato de disco de pizarra. Posteriormente se hizo acompañar por el guitarrista Miguel Borrull.
El Carbonerillo incluía en su repertorio, además del fandango, otros palos del flamenco como las seguiriyas, las tarantas, los tangos o las soleares, si bien siempre fue el fandango el palo flamenco más interpretado por este cantaor y el que más fama le dio en el mundo del flamenco del primer tercio del siglo XX. Está considerado por algunos críticos como parte del plantel de artistas que conformaron la llamada "Ópera flamenca", entre los cuales se encuentran enumerados La Niña de los Peines, Manuel Vallejo o Pepe Marchena, entre otros.
En 1932 se desplazó a Madrid, donde actuó en el Teatro Fuencarral, y al año siguiente actuó en Algeciras durante toda una temporada. Finalmente, enfermó de tuberculosis y murió en Sevilla en 1937.
En 2006, conmemorando el centenario de su nacimiento, la Bienal de Flamenco de Sevilla celebró un homenaje a su figura.